# 朝鮮総督府鉄道局
朝鮮総督府鉄道局（ちょうせんそうとくふてつどうきょく）は、日本統治時代の朝鮮に置かれた朝鮮総督府所属の官署である。朝鮮総督府鉄道の管理・運営、朝鮮における私設鉄道・軌道および陸運の監督事務を掌る。

## 沿革
1910年（明治43年）10月1日、朝鮮総督府所属官署として鉄道局が置かれた。1917年（大正6年）7月31日、朝鮮における国有鉄道（朝鮮総督府鉄道）が南満洲鉄道に経営委託されるとともに、朝鮮鉄道局官制が廃止され、朝鮮総督府総督官房に鉄道局が置かれた。1919年（大正8年）8月20日、朝鮮総督府官制改正（勅令第386号）により鉄道局を鉄道部に改め、長を部長とした。
1925年（大正14年）3月末日をもって朝鮮総督府鉄道の南満洲鉄道への委託運営が解除され、総督府直営となるとともに、朝鮮総督府の外局として朝鮮総督府鉄道局が新設されるとともに、総督官房鉄道部は廃止された。4月1日、朝鮮総督府鉄道局官制（勅令第84号）が施行された。
1943年（昭和18年）12月1日、朝鮮総督府の官制改正により鉄道局が廃止され、交通局が置かれた。

## 機構
1939年（昭和14年）12月「朝鮮鉄道状況」より。中央に鉄道局が置かれ、地方に地方鉄道局、事務所、出張所等が置かれた。
- 鉄道局
  - 庶務課（文書係、人事係、教養係、社会係）
    - 鉄道図書館
    - 鉄道博物館

  - 調査課（調査係、企画係、防空係、特輸係、審査係）
  - 監督課（監理係、陸運係、技術係）
  - 営業課（庶務係、旅客係、貨物係、配車係）
    - 旅館、構内食堂、列車食堂

  - 運輸課（庶務係、列車係、車輌係）
  - 建設課（庶務係、計量係、工事係、設計第一係、設計第二係）
  - 保線課（庶務係、計量係、線路係）
  - 改良課（庶務係、計量係、工事係、建築係）
  - 工作課（庶務係、車輌第一係、車輌第二係、機械係）
  - 電気課（庶務係、通信係、電力係）
    - 京城電機修繕場

  - 経理課（主計係、会計係、倉庫係、調度係、購買第一係、購買第二係、物資調査係）
  - 鉄道従事員養成所（本科、工作科、電信科、講習科）
- 地方[2]
  - 地方鉄道局〜京城、釜山、咸興
  - 鉄道事務所〜釜山、大田、京城、平壌、順天、元山、城津
    - （庶務係、営業係、運輸係、工務係、経理係、建設係〜順天・城津、電機係〜釜山・京城・平壌、改良係〜城津、建築係〜釜山・京城・平壌）
      - 駅（信号場及び信号所を含む）、列車区、機関区、検車区、保線区、電気区、建築区、工事区、自動車区〜順天、鉄道診療所

  - 建設事務所〜平壌、安東、江陵、京城、安東（庶務係、技術係）
    - 工事区

  - 改良事務所〜釜山、京城、平壌（庶務係、技術係）
    - 工事区

  - 工場〜釜山、京城、清津
    - 釜山工場（庶務係、職場、物品所）
      - 職場、物品所

    - 京城工場（庶務係、第一工作係、第二工作係、第三工作係）
      - 職場、動力所、物品所、検査所
      - 平壌分工場（職場、物品所）

    - 清津工場（庶務係）
      - 職場、物品所

  - 鉄道医院
    - 京城鉄道病院（1907年龍山同仁病院〜鉄道局ソウル診療所、1913年より鉄道局直営の龍山鉄道病院。1984ー2011年間は中央大学校附属龍山病院）
    - 釜山鉄道病院（1901年草梁鐵道医務室、1906年より鉄道局直営の釜山鉄道病院。のちの釜山交通病院、1950年に移転）

## 歴代局長
| 氏名                 | 在任期間                       | 備考                 |
| 統監府鉄道庁長官     | 統監府鉄道庁長官               | 統監府鉄道庁長官     |
| -------------------- | ------------------------------ | -------------------- |
| 大屋権平             | 1909年6月19日 - 1909年12月16日 |                      |
| 韓国鉄道管理局長     |                                |                      |
| 大屋権平             | 1909年12月16日 -               |                      |
| 朝鮮総督府鉄道局長官 |                                |                      |
| 大屋権平             | 1910年10月1日 - 1917年7月31日  |                      |
| 総督官房鉄道局長     |                                |                      |
| 人見次郎             | 1917年7月31日 - 1919年5月17日  |                      |
| 青木戒三             | 1919年5月17日 - 1919年8月20日  |                      |
| 総督官房鉄道部長     |                                |                      |
| 和田一郎             | 1919年8月20日 - 1921年2月12日  |                      |
| 弓削幸太郎           | 1921年2月12日 - 1925年3月31日  |                      |
| 鉄道局長             |                                |                      |
| 下岡忠治             | 1925年3月31日 - 1925年5月26日  | 事務取扱             |
| 大村卓一             | 1925年5月26日 - 1932年9月20日  |                      |
| 吉田浩               | 1932年10月4日 - 1938年5月4日   |                      |
| 工藤義男             | 1938年5月4日 - 1939年7月24日   |                      |
| 山田新十郎           | 1939年7月24日 - 1943年12月1日  |                      |
| 交通局長             |                                |                      |
| 小林利一             | 1943年12月1日 -                | 日本統治下最後の局長 |

## 局友会
朝鮮総督府鉄道局局友会（ちょうせんそうとくふてつどうきょくきょくゆうかい）は、日本統治時代の朝鮮に存在した朝鮮総督府鉄道局（のちに交通局）の局友のための自治組織である。局友の慰安を目的とする。京城府漢江通3丁目40番地（現在のソウル特別市龍山区漢江大路3街40番地）に鐡道局局友會館（てつどうきょくきょくゆうかいかん）を経営した。同会館は映画館としても機能し、『映画年鑑 昭和十七年版』には、京城府民館（太平通1丁目3番地、現在の鍾路区太平路1街3番地）等とともに常設映画館として掲載された。機関紙『局友』の編集発行を行った。